# Ruth Abramowitsch
Ruth Abramowitsch (Halle, 18 giugno 1907 – Varsavia, 1º aprile 1974) è stata una danzatrice e coreografa tedesca, importante esponente della danza moderna. Durante la sua permanenza in Canada assunse anche lo pseudonimo di Ruth Sorel.
Fu costretta ad espatriare dopo la salita al potere di Hitler e il padre fu vittima dell'Olocausto.

## Biografia
La famiglia del padre, di religione ebraica, era originaria di Cracovia, un suo antenato fu rabbino a Vladivostok e quando nacque Ruth era mercante ad Halle. La madre non era ebrea, quindi la Abramowitsch venne in seguito considerata una Mischling dalle leggi razziali naziste, una persona di sangue misto. In tutto i coniugi Abramowitsch ebbero sette figli (quattro maschi e tre femmine). Con l'instaurarsi del regime hitleriano, dopo il 1933, il padre prima venne confinato nel ghetto e poi nel campo di concentramento di Theresienstadt, dove fu una delle tante vittime dell'Olocausto. Ruth fu la più giovane delle tre figlie.

### Carriera e fuga dalla Germania nazista
Ruth Abramowitsch nel 1926 entrò a far parte dell'Opera di Essen sotto la guida di Mary Wigman e nel 1927 divenne la prima ballerina alla Deutsche Oper Berlin. Lavorò con le coreaografie di Lizzie Maudrik e Margarete Wallmann.

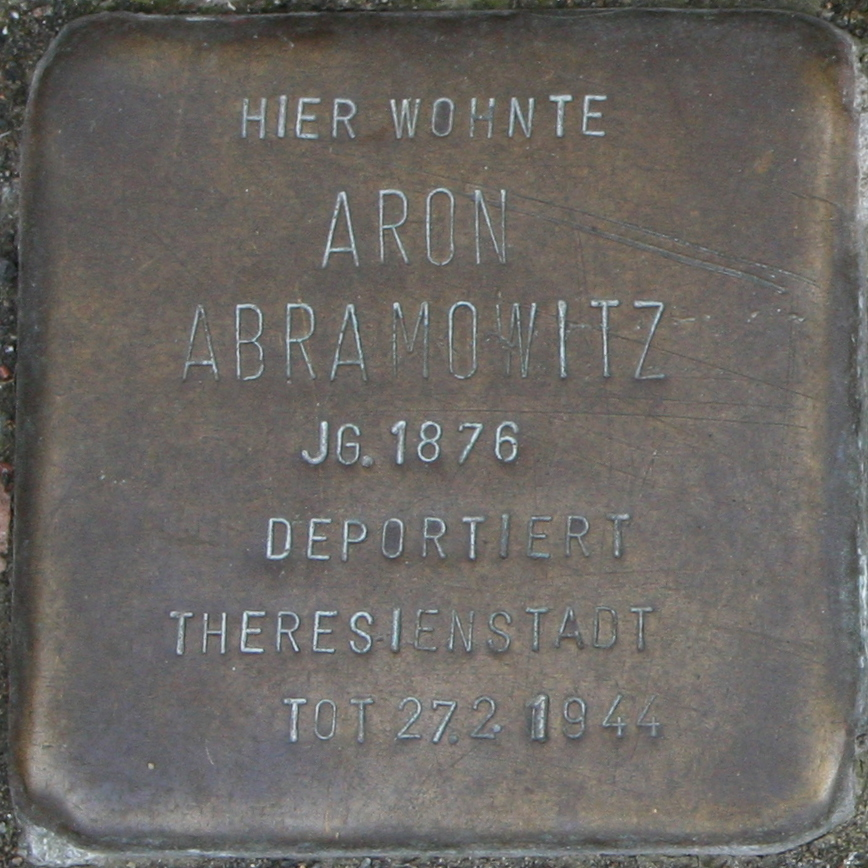
Pietra d'inciampo ad Halle in memoria di Aron Abramowitz, padre di Ruth

La sua famiglia era politicamente di sinistra e dopo uno spettacolo in Polonia, nel 1933, decise di non tornare più in patria e venne anche licenziata dall'Opera di Berlino. Viaggiò in Palestina e negli Stati Uniti poi, nel 1940, col marito polacco Michał Choromański, fuggì in Brasile. Si trasferì poi in Canada e lavorò col nome di Ruth Sorel e fondando a Montreal una sua compagnia di balletto. Fu anche cofondatrice del Canadian Ballet Festival nel 1948.
Dopo il 1933 sembra che non abbia più potuto rivedere il padre, che viene ricordato nella città di Halle da una pietra d'inciampo
Ruth Abramowitsch è morta a Varsavia nel 1974.
Anche nel secondo decennio del XXI secolo la sua vita e le sue sperienze come ballerina e coreografa sono state ricordate in una conferenza dalla danzatrice moderna Britta Wirthmüller.